# Twierdzenie Koebego-Bieberbacha
Twierdzenie Koebego-Bieberbacha (czasami nazywane też twierdzeniem Koebego 1/4) – twierdzenie analizy zespolonej, które zostało udowodnione przez Paula Koebe’go w 1907 oraz doprecyzowane przez Ludwiga Bieberbacha w pracy z roku 1916 (Bieberbach podał dokładnie ograniczenie górne stałej M w wypowiedzi twierdzenia poniżej).

## Twierdzenie
Jeśli {\displaystyle f} jest różnowartościową funkcją analityczną na kole jednostkowym płaszczyzny zespolonej, to obraz funkcji {\displaystyle f} zawiera koło o środku w punkcie {\displaystyle f(0)} i promieniu równym {\displaystyle |f'(0)|\cdot M,} gdzie {\displaystyle M={\tfrac {1}{4}}.} Oszacowania tego nie można poprawić, co można wykazać na przykładzie funkcji
{\displaystyle f(z)={\frac {z}{(1-z)^{2}}}.}